# Xu Weizhou
Xu Weizhou (chinois simplifié : 许魏洲 ; pinyin : Xǔ Wèizhōu), également connu sous le nom de Timmy Xu est un Auteur-compositeur-interprète et acteur chinois, né le 20 octobre 1994 à Shanghai en chine. Il s'est fait connaître du grand public en 2016, en jouant le rôle de Bai Luo yin, un adolescent pauvre mais très intelligent succombant au charme de son demi-frère dans la web-série gay chinoise a succès Addicted.
Il a été le premier artiste à atteindre simultanément les premières places sur Billboard China V Chart (en) et Mandarin chart dans Billboard China (en) au cours de la même semaine,. En outre, Xu a été le premier artiste solo de la Chine continentale à donner un concert en Corée du Sud, et à être officiellement invité comme invité d’honneur au Billboard Music Awards en 2017.

## Filmographie

### Film
| Année | Titre anglais                         | Titre chinois  | Rôle          | Notes           |
| ----- | ------------------------------------- | -------------- | ------------- | --------------- |
| 2015  | Gaming Madness (Court métrage)        | 电竞也疯狂     | Yue Hongsheng | Acteur          |
| 2016  | Big Fish & Begonia (Film d'animation) | 大鱼海棠       | Kun           | Doublage        |
| 2019  | The Rookies (en)                      | 素人特工       | Ding Shan     | Rôle de soutien |
| 2021  | Let's Write Love Story                | 我们书写爱情吧 | Xu Dezhi      | Co-scénariste   |
| TBA   | Ping-Pong of China                    | 中国乒乓       | Ma Wenge      | Rôle principale |

### Séries TV
| Année | Titre anglais               | Titre chinois      | Rôle          | Chaîne                   | Type            | Notes  |
| ----- | --------------------------- | ------------------ | ------------- | ------------------------ | --------------- | ------ |
| 2016  | Addicted                    | 上瘾               | Bai Luoyin    | iQiyi, YouTube           | Rôle Principale | [ 7 ]  |
| 2018  | The Evolution of Our Love   | 爱情进化论         | Ding Yuyang   | Zhejiang TV, Shanghai TV | Rôle Secondaire | [ 8 ]  |
| 2019  | My Girlfriend (TV series)   | 我不能恋爱的女朋友 | Chi Xin       | Youku                    | Rôle Principale | [ 9 ]  |
| 2020  | Midsummer Is Full of Hearts | 仲夏满天心         | Jin Zeyi      | Tencent Video            | Rôle Principale | [ 10 ] |
| 2020  | Dear Mayang Street          | 亲爱的麻洋街       | Ou Xiaojian   | Youku                    | Rôle Principale | [ 11 ] |
| 2021  | Weaving a Tale of Love      | 风起霓裳           | Pei Xingjian  | Hunan TV, Youku          | Rôle Principale | [ 12 ] |
| 2021  | Ping Pong (Chinese drama)   | 荣耀乒乓           | Yu Kenan      | iQIYI                    | Rôle Principale | [ 13 ] |
| 2022  | City of Streamer            | 流光之城           | Rong Jiashang | Tencent Video            | Rôle Principale |        |
| TBA   | Weaving a Tale of Love 2    | 风起西州           | Pei Xingjian  | TBA                      | Rôle Principale |        |
| TBA   | Almost Lover                | 谁都知道我爱你     | Xiao Shangqi  | TBA                      | Rôle Principale |        |

### Documentaire
| Année | Titre anglais                                  | Titre chinois          | Rôle     | Chaîne  | Notes                                                                     | Ref.   |
| ----- | ---------------------------------------------- | ---------------------- | -------- | ------- | ------------------------------------------------------------------------- | ------ |
| 2017  | Shadow of Light                                | 光之影                 | Lui-Même | YouTube | Documentaire sur le concert de la tournée First Light Asia 2016           | [ 14 ] |
| 2018  | Documentary of the Xu Weizhou Birthday Concert | 许魏洲生日演唱会纪录片 | Lui-Même | iQiyi   | Documentaire sur le concert de l'anniversaire de Final Light Beijing 2018 | [ 15 ] |

### Variety show
| Année | Titre anglais              | Titre chinois      | Rôle           | Chaîne              | Type                | Notes                      |
| ----- | -------------------------- | ------------------ | -------------- | ------------------- | ------------------- | -------------------------- |
| 2017  | Intangible Her             | 触不到的TA         | lui-même       | Tencent Video       | Web                 | Épisode 8                  |
| 2017  | Global Chinese Music Chart | 全球中文音樂榜上榜 | Star-invité    | CCTV15              | TV                  |                            |
| 2018  | Give Me Five               | 高能少年团         | Star-invité    | Zhejiang Television | TV                  | ,                          |
| 2018  | Shake It Up                | 新舞林大会         | Membre de Cast | Shanghai Television | TV                  | [ 18 ]                     |
| 2018  | Happy Camp                 | 快乐大本营         | Star-invité    | Hunan TV            | TV                  | Ep. 1053, 1063, 1074,      |
| 2019  | Everlasting Classics       | 经典咏流传         |                | CCTV-1              | TV                  | Season 2, episode 9        |
| 2019  | Day Day Up                 | 天天向上           |                | Hunan TV            |                     | [ 23 ]                     |
| 2019  | Happy Camp                 | 快乐大本营         |                | Hunan TV            |                     | [ 24 ]                     |
| 2019  | Meet at Temple of Heaven   | 遇见天坛           |                | Beijing TV          |                     | Épisode 7                  |
| 2019  | Young Forever              | 我们的歌           | Concurrent     | Shanghai TV         |                     |                            |
| 2020  | We Are On The Way          | 我们在行动         | invité         | Shanghai TV         |                     | Saison 4, épisodes 7 et 8, |
| 2020  | Happy Camp                 | 快乐大本营         | invité         | Hunan TV            |                     | Saison 4, épisodes 7 et 8  |
| 2020  | Singer 2020                | 歌手               | invité         | Hunan TV            |                     | Saison 8, épisode 12       |
| 2020  | Life is Beautiful          | 让生活好看         | Membre de Cast | Tencent Video       |                     |                            |
| 2020  | Back to Field              | 向往的生活         | invité         | Hunan TV            |                     | Saison 4, épisodes 5 et 6  |
| 2020  | Hi! Relax                  | 亲爱的请放松       | invité         | Mango TV            |                     | Épisode 5                  |
| 2020  | Everlasting Classics       | 经典咏流传         | invité         | CCTV-1              |                     | Saison 3, épisode 7        |
| 2020  | Crossover Singer           | 跨界歌王           | invité         | Beijing TV          |                     | Saison 5, épisode 7        |
| 2021  | Marvelous City             | 奇妙之城           | invité         | Youku               | Épisode 5           |                            |
| 2021  | Everlasting Classics       | 经典咏流传         | invité         | CCTV-1              | Saison 4, épisode 7 |                            |
| 2021  | So Young So Flowering      | 28岁的你           | invité         | Hunan TV            | Épisode 4           |                            |
| 2021  | Don't Underestimate Me     | 不要小看我         | invité         | Zhejiang TV         | Épisode 3 & 4       |                            |
| 2021  | Play! Fridge               | 拜托了冰箱         | invité         | Tencent Video       | Saison 7, Épisode 7 |                            |
| 2021  | The Romance                | 恋恋剧中人         | Membre de Cast | iQiyi               |                     |                            |
| 2021  | Happy Camp                 | 快乐大本营         | invité         | Hunan TV            |                     |                            |
| 2022  | We Are The Champions       | 战至巅峰           | Membre de Cast | Tencent Video       |                     |                            |

## Distinctions
| année | Award                                                        | Catégorie                                        | Pays                  | Nomination | Result |
| ----- | ------------------------------------------------------------ | ------------------------------------------------ | --------------------- | ---------- | ------ |
| 2016  | 16th Top Chinese Music Awards                                | Most Popular Network Drama Idol                  | Addicted              | Lauréat    | [ 28 ] |
| 2016  | 4th OK! Magazine Awards                                      | Acteur nouvelle génération                       | lui-même              | Lauréat    | [ 29 ] |
| 2016  | Fresh Asia Music Awards                                      | Meilleur nouvel artiste                          | lui-même              | Lauréat    | [ 30 ] |
| 2016  | iFeng Fashion Choice Awards                                  | Fashion Popularity Pioneer                       | lui-même              | Lauréat    | [ 31 ] |
| 2016  | L'Officiel Fashion Night Awards                              | Meilleur nouvel artiste                          | lui-même              | Lauréat    | [ 32 ] |
| 2016  | 1st Annual Sina Weibo Fan Festival Ceremony                  | Sina Star of The Year                            | lui-même              | Lauréat    | [ 33 ] |
| 2016  | Bazaar's Men of the Year Ceremony                            | Étoile attrayante de l'année                     | lui-même              | Lauréat    | [ 34 ] |
| 2016  | 13th Esquire Man at His Best Award                           | Meilleur nouvel artiste                          | lui-même              | Lauréat    | [ 35 ] |
| 2016  | Trendshealth Award Ceremony                                  | Influential Health Role Model                    | lui-même              | Lauréat    | [ 36 ] |
| 2017  | Annual Sina Sports Awards                                    | 2016 Sports Male God                             | lui-même              | Lauréat    | [ 37 ] |
| 2017  | The 24th ERC Chinese Top Ten Awards                          | Most Influential Network Artist                  | lui-même              | Lauréat    | [ 38 ] |
| 2017  | The 24th ERC Chinese Top Ten Awards                          | Meilleur nouvel artiste                          | lui-même              | Lauréat    | [ 38 ] |
| 2017  | CCTV Global Chinese Music Chart                              | Weekly Champion                                  | Fun                   | Lauréat    | [ 39 ] |
| 2017  | 5th V Chart Awards                                           | Best New Mainland Artist                         | lui-même              | Lauréat    | [ 40 ] |
| 2017  | Music Radio China Top Ranking Awards                         | Meilleur nouvel artiste                          | lui-même              | Lauréat    | [ 41 ] |
| 2017  | Asian Music Gala Awards                                      | Meilleur nouvel artiste                          | lui-même              | Lauréat    | [ 42 ] |
| 2017  | MTV Global Chinese Music Awards                              | Most Popular New Male Artist                     | lui-même              | Lauréat    | [ 43 ] |
| 2017  | MTV Global Chinese Music Awards                              | Top Ten Golden Songs                             | Walk Slowly           | Lauréat    | [ 44 ] |
| 2017  | Fresh Asia Music Awards                                      | Most Popular Singer                              | lui-même              | Lauréat    | [ 45 ] |
| 2017  | Fresh Asia Music Awards                                      | Top Ten Golden Songs                             | Fun                   | Lauréat    | [ 46 ] |
| 2017  | 14th Esquire Man at His Best Award                           | Favorite Idol                                    | lui-même              | Lauréat    | [ 47 ] |
| 2017  | CCTV Global Chinese Music Chart                              | Weekly Champion                                  | Glory                 | Lauréat    | [ 48 ] |
| 2017  | L'Officiel Fashion Night Awards                              | Fearless Spirit Representative Actor             | lui-même              | Lauréat    | [ 49 ] |
| 2017  | Men's Uno Young Award Ceremony                               | New Youth Actor                                  | lui-même              | Lauréat    | [ 50 ] |
| 2018  | The 25th ERC Chinese Top Ten Awards                          | Most Influential Network Artist                  | lui-même              | Lauréat    | [ 51 ] |
| 2018  | The 25th ERC Chinese Top Ten Awards                          | Media Recommended Singer                         | lui-même              | Lauréat    | [ 51 ] |
| 2018  | Music Radio China Top Ranking Awards                         | Most Popular Male Singer                         | lui-même              | Lauréat    | [ 52 ] |
| 2018  | Global Chinese Music Awards                                  | Annual Best Live Performance Male Singer         | lui-même              | Lauréat    | [ 53 ] |
| 2018  | Global Chinese Music Awards                                  | Annual All-Round Male Artist                     | lui-même              | Lauréat    | [ 54 ] |
| 2018  | Asia Music Festival Ceremony                                 | Most Popular Male Singer                         | lui-même              | Lauréat    | [ 55 ] |
| 2019  | China Quality TV Drama Awards                                | All-Around Artist of the Year                    | lui-même              | Lauréat    | [ 56 ] |
| 2019  | The 26th ERC Chinese Top Ten Awards                          | All-Around Artist of the Year                    | lui-même              | Lauréat    | [ 57 ] |
| 2019  | The 26th ERC Chinese Top Ten Awards                          | Media Recommended Concert                        | lui-même              | Lauréat    | [ 58 ] |
| 2019  | MTV Europe Music Awards                                      | Best Greater China Act                           | lui-même              | Nomination | [ 59 ] |
| 2019  | Tribute to Heritage & Craftsmanship Gala                     | Preservation Ambassador of Fashion Craftsmanship | lui-même              | Lauréat    |        |
| 2019  | Golden Bud – The Fourth Network Film And Television Festival | Meilleur Acteur                                  | My Girlfriend (série) | Nomination | [ 60 ] |
| 2019  | Cosmo Glam Night                                             | Person of The Year (Love)                        | lui-même              | Lauréat    | [ 61 ] |
| 2019  | Sina Fashion Awards                                          | Brand Influence Artist of the Year               | lui-même              | Lauréat    | [ 62 ] |
| 2019  | 16th Esquire Man at His Best Awards                          | Fashion Artist of the Year                       | lui-même              | Lauréat    | [ 63 ] |
| 2019  | Tencent Video All Star Awards                                | Trendy Figure of the Year                        | lui-même              | Lauréat    | [ 64 ] |
| 2020  | 17th Esquire Man at His Best Awards                          | Most Anticipated Actor of the Year               | lui-même              | Lauréat    | [ 65 ] |